# ازارقه

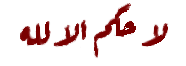
پرچم ازارقه

اَزارَقه یکی از فرقه‌های اسلامی و از فرقه‌های خوارج است که پیروان آن دیگر مسلمانان را از خود نمی‌دانستند. پایه‌گذار این فرقه نافع بن ازرق از قبیلهٔ بنی حنیفه بود و برای همین پیروانش را ازارقه نامیدند. آنان غیر خود را چه مسلمان و چه غیرمسلمان کافر می‌شمردند و می‌گفتند که باید با آنان جنگید و آنها را کشت و حتی کشتن زنان و فرزندانشان را نیز جایز می‌شمردند. ازارقه مخالف تقیه بودند و مکر و غدر به مخالفان خود را جایز می‌دانستند.
پیروان نافع ابن ازرق، بودند. این فرقه در سپاه عظیم تر و در سرکشی شدیدتر و در ارتش چیره تر بود و همینان بودند که نخستین آسیب ها را از ابن زبیر و امویان متحمل شدند. آنان اعتقاد دارند: 1- نه تنها مخالفانشان مومن نیستند، بلکه مشرک اند و همیشه در جهنم می مانند، از این رو جنگ با آنان رواست. 2- منطقه مخالفان دارالحرب است و تمام آنچه در دارالحرب حلال است، درباره آنان نیز رواست؛ در نتیجه برده گرفتن از مخالفان حود و کشتن کسانی را که از همراهی در جنگ سرباز زده اند، مباح است.کودکان مخالف آنان نیز همیشه در آتش هستند زیرا این اثر گناهان کفر والدین آنان است. 3- از اندیشه های فقهی آنان این است که حد رجم را ثابت نگه نداشته، می گویند: آنچه در قرآن وجود دارد، فقط حد تازیانه برای مردان و زنان زناکار است و حد رجم در قرآن نیامده و در نظر آنان، از سنت نیز حدیثی در این باره ثابت نشده است. 4- آنان معتقد است که پیامبر دچار گناهان کبیره و صغیره گردد.
در جریان فتنه دوم، یکی از فرماندهان مشهور خوارج به نام قطری بن فجاه، که محبوب‌ترین، تحسین برانگیزترین و قدرتمندترین رهبر خوارج بود، ازارقه را که یکی از فرقه‌های فرعی از خوارج بود، رهبری می‌کرد. او لقب امیرالمؤمنین را داشت و بیش از ۱۰ سال بر جریان رادیکال ازارقه حکومت کرد. او در الخویر قطر به دنیا آمد و همچنین اولین سکه‌های شناخته شده خوارج را ضرب کرد که قدیمی‌ترین آنها به سال ۶۸۸ یا ۶۸۹ بازمی‌گردد.

## مخالفان
فرقه نجدات در کافر دانستن خوارجی که از جنگ با مخالفانشان بازایستند و نیز در حلال شمردن قتل کودکان، با ازارقه مخالفت ورزیدند. همچنین با حکم اهل ذمه که با مخالفانشان همکاری میکردند نیز با ازارقه اختلاف نظر دارند.
عجارده با «ازارقه» در يك مورد اختلاف دارند و آن اين است كه: ازارقه بردن اموال مخالفان را روا دانند ولى عجارده گويند: بردن مال هيچ يك از آنان روا نيست مگر اين كه او را كشته و مالشان را به يغما بريم.